# Норо, Лин
Лин Норо (настоящее имя и фамилия — Алина Симоне Норо) (фр. Line Noro; 22 февраля 1900, Уделенкур, департамент Мёз, Гранд-Эст — 4 ноября 1985, Париж) — французская актриса
 театра и кино.

## Биография
Снималась к кино с 1928 года. В 1930-е годы играла гламурных, часто экстравагантных женщин. За свою карьеру сыграла в 52 фильмах, в том числе немых.
С 1945 по 1966 год играла на сцене театра Комеди Франсез.
Сотрудничала со многими режиссёрами, в частности, Шарлем Дюлленом, Луи Жуве и Жаком Копо.
Была замужем за кинорежиссером Андре Бертомьё.
Из-за проблем со зрением оставила сцену и кино в 1960-е годы и умерла после продолжительной болезни.

## Избранная фильмография
- 1964 — Le cardinal d’Espagne
- 1960 — Port Royal
- 1957 — Они едят?
- 1957 — Бандиты
- 1956 — Евгения Гранде
- 1955 — En votre âme et conscience (ТВ-сериал)
- 1954 — Перед потопом
- 1953 — Спальня старшеклассниц
- 1952 — Путь в Дамаск
- 1952 — Все мы убийцы
- 1951 — Любовники с Мёртвой реки
- 1950 — Убийства
- 1949 — Не шути с жизнью
- 1948 — Бесконечный конфликт
- 1948 — Большой вольер
- 1947 — Le village perdu
- 1946 — Пасторальная симфония
- 1946 — Иерихон
- 1945 — La fille aux yeux gris
- 1945 — Часть тени
- 1944 — Невеста тьмы
- 1944 — Вотрен
- 1943 — Секрет мадам Клапен
- 1943 — Эти с побережья
- 1943 — Гупи-Красные руки
- 1942 — Снег на следах
- 1942 — Граф Монте-Кристо: Эдмон Дантес
- 1941 — Звездная молитва
- 1941 — Dédé la musique
- 1940 — Мои преступления за всю жизнь
- 1940 — Дочь землекопа
- 1938 — Безрадостная улица
- 1937 — L'île des veuves
- 1937 — Рамунчо
- 1937 — Я обвиняю!
- 1936 — La flamme
- 1936 — La terre qui meurt
- 1936 — Пепе ле Моко
- 1935 — Лёгкая кавалерия
- 1934 — Малыш Жак
- 1934 — На краю света
- 1934 — Золото
- 1934 — Justin de Marseille
- 1933 — Голова человека
- 1933 — Матерь скорбящая
- 1931 — Монмартр
- 1929 — La divine croisière